# Río Kama
El río Kama (en ruso: река Кама; en tártaro: Чулман) es un río del este de la Rusia europea, el principal afluente del río Volga. Tiene una longitud de 1805 km (7° más largo de Europa) y drena una cuenca de 507 000 km². Administrativamente, discurre por las repúblicas de Udmurtia y Tartaristán, y el krai de Perm.
El río Kama corre a lo largo de la vertiente oeste de los montes Urales. Fue equipado con grandes presas construidas en la segunda mitad del siglo XX para regular sus avenidas, lo que facilitó la navegación comercial, la generación de electricidad y el riego de las tierras próximas. La ciudad de Perm, con cerca de un millón de habitantes, se encuentra en sus riberas.

## Geografía

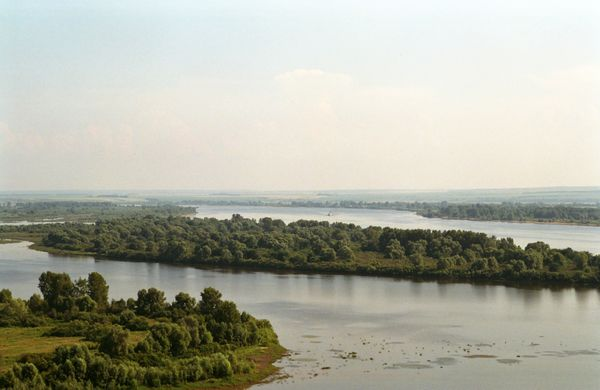
Confluencia del Kama y el río Toima en Yelábuga

El río Kama tiene su fuente en las colinas del Kama, a una altitud de 336 metros, cerca de la pequeña localidad de Kuliga, al oeste de la ciudad de Perm, en la república de Udmurtia. Discurre primero en dirección norte, y tras unos 50 km se adentra en el krai de Perm. Sigue durante otros 150 km más en dirección norte, hasta la pequeña ciudad de Loyno y, a continuación, se dirige hacia el este, durante otros 200 km más, hasta recibir las aguas del río Víshera. En la margen izquierda, se encuentran las ciudades de Cherdyne y Bereznikí. Después de esta última ciudad, y en dirección sur, comienza el embalse de la presa Kama (construida cerca de Perm, a más de 200 km, con una superficie de 1720 km² y una profundidad máxima de 20 metros).
Aguas abajo, al pie de la presa Kama, está la más importante de todas las ciudades que baña el río, Perm, la capital del krai homónimo con cerca de un millón de habitantes. El río sigue en dirección sureste, en un largo tramo embalsado de más de 200 km del embalse de Vótkinsk, construido cerca de la ciudad de Chaikovski. En este tramo el río forma la frontera natural con Udmurtia, donde ingresa nuevamente y baña la ciudad de Sarápul. Sigue aguas abajo otro tramo embalsado, esta vez el de la presa de Nizhnekamsk, donde el río se interna en la república de Tartaristán. Aguas abajo, en este mismo tramo embalsado, recibe por la izquierda las aguas del río Bélaya, que proviene de la república de Bashkortostán. La presa se encuentra cerca de la ciudad industrial de Náberezhnye Chelný, donde está una planta de camiones de Kamaz. Aguas abajo, el Kama recibe por su derecha las aguas del río Viatka cerca de Nizhnekamsk. 
El río Kama desagua en el larguísimo lago del embalse de Kúibyshev (construido en el río Volga), a unos 60 km aguas abajo de la ciudad de Kazán. En esta parte final del río, ya en la amplia zona del embalse, está la ciudad de Chístopol.

### Mapas

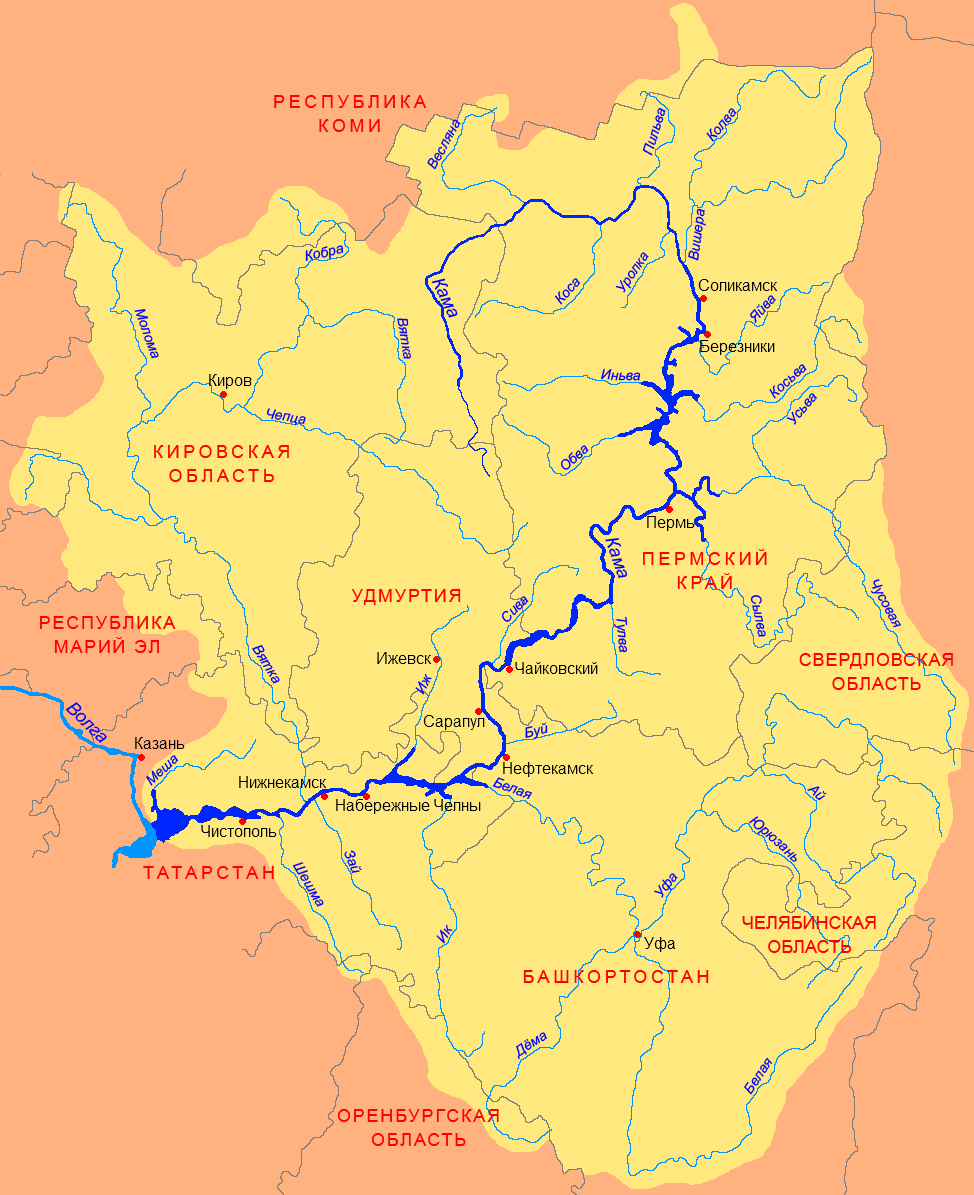
Mapa en ruso del río
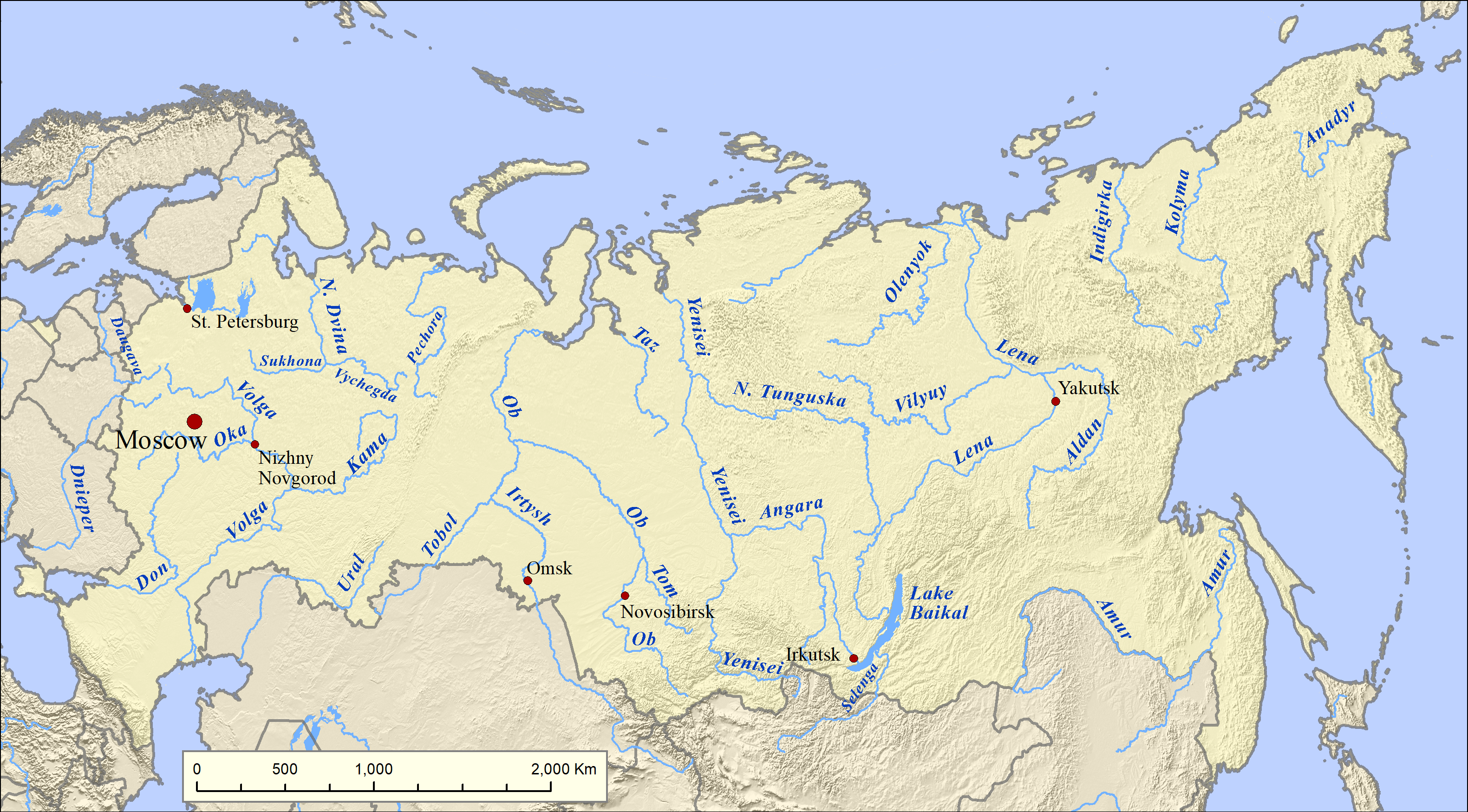
El Kama en un mapa de Rusia

En el primer mapa se observan las siguientes ciudades en su curso: Solikamsk (Соликамск), Berezniki (Березники), Perm (Пермь), Chaikovski (Чайковский), Sarápul (Сара́пул), Neftekamsk (Нефтека́мск), Naberezhnye Chelny (Набережные Челны), Nizhnekamsk (Нижнекамск) y Chistopol (Чи́стополь).

## Las represas y la regulación del río Kama
En el curso del río Kama se encuentran varias presas que forman parte del plan de la vía navegable Volga-Báltico:
- embalse del Kama (Kamskoe; curso alto del Kama) (1.915 km²; 12.200 millones m³; producción eléctrica 1,7 GWh; construido en 1954);
- embalse de Votkinsk (1.120 km²; 9.360 millones de m³; producción eléctrica: 2,32 GWh; construida en 1961);
- embalse del Kama Inferior o de Nijnekamsk (2.580 km²; 13 000 millones de m³; producción eléctrica 2,25 GWh; construida en 1979);
- embalse de Kúibyshev o Samara, hasta la confluencia con la cuenca del Volga (6.450 km², 58.000 millones de m³; producción eléctrica 11,0 GWh; construida en 1955).

## ¿Volga o Kama?
El río Kama es el mayor afluente de la cuenca del Volga. Varios indicadores muestran que la cuenca del Volga, en la parte inferior, se debería rebautizar con el nombre de Kama:
- El caudal promedio en la confluencia es de 3750 del Volga y 3800 m/s del Kama.
- Las cuencas superiores de ambos ríos son, respectivamente, de 260.900 y 251.700 km².
- El Volga recibe unos 66.500 afluentes, mientras el Kama tiene 73.700.
- El valle del río Kama es el mayor de la cuenca del Volga.

En la primera mitad del período Cuaternario, en el momento del máximo glacial, la cuenca del Volga no existía en su forma actual y el Kama alimentaba el mar Caspio. En esa época, el curso superior del Volga desaguaba en el río Don, que era entonces el río más grande de Europa. El Bajo Volga en realidad actual es en realidad el antiguo Kama. Pero el papel histórico desempeñado por la parte superior del Volga y su importancia económica contemporánea explican el nombre elegido. Hay otros ejemplos similares, tales como el Misisipíi y el Misuri, o el Irtish y el Obi, o el Yeniséi y el Angará. 

## Afluentes del Kama
Los principales afluentes del río Kama (más de 200 km), son, en sentido aguas arriba, los siguientes:
- río Myosha (Мёша), por la derecha en el embalse de Kúibyshev, de 204 km y una cuenca de 4180 km²;
- río Shesma (Шешма), por la izquierda, de 259 km y una cuenca de 6.040 km²;
- río Viatka (Вя́тка), por la derecha, con una longitud de 1314 km, una cuenca de 129.000 km² y un caudal de 890 m³/s; y que tiene como subafluentes:

- río Kilmez (Кильмезь), por la izquierda, con una longitud de 270 km, una cuenca de 17.525 km² y un caudal de 84,6 m³/s;
- río Pizhma (Пижма), por la derecha, con una longitud de 305 km;
- río Moloma (Моло́ма), por la derecha, con una longitud de 419 km, una cuenca de 12.700 km² y un caudal de 79,1 m³/s;
- río Cheptsa (Чепца), por la izquierda, con una longitud de 501 km, una cuenca de 20.400 km² y un caudal de 130 m³/s;
- río Letka (Летка), por la derecha, con una longitud de 267 km, una cuenca de 3.680 km² y un caudal de 20,6 m³/s;
- río Kobra (Кобра), por la derecha, con una longitud de 324 km, una cuenca de 7.810 km² y un caudal de 55,8 m³/s;

- río Zaj (Зай), por la izquierda, con una longitud de 270 km, una cuenca de 4.540 km² y un caudal de 16,9 m³/s;
- río Iž (Иж), por la derecha en el embalse de Nijnekamsk, de 259 km, una cuenca de 8.510 km² y un caudal de 34,1 m³/s;
- río Ik (Ик), por la izquierda en el embalse de Nijnekamsk, con una longitud de 571 km, una cuenca de 18.000 km² y un caudal de 45,5 m³/s;
- río Belaya (Бе́лая), por la izquierda en el embalse de Nijnekamsk, con una longitud de 1.430 km, una cuenca de 142.000 km² y un caudal de 858 m³/s; y que tiene como subafluentes:

- río Sjun (Сюнь), por la izquierda, de 209 km;
- río Bystry Tanyš, o solo Tanyš (Танып), por la derecha, de 345 km y una cuenca de 7.560 km²;
- río Dema (Дёма), por la izquierda, de 535 km;
- río Ufá (Караидель), por la derecha, de 918 km, una cuenca de 53.100 km² y un caudal de 388 m³/s; y que tiene como subafluentes:

- río Yuriuzán (Юрюзань), por la izquierda, de 404 km, una cuenca de 7.240 km² y un caudal de 55 m³/s;
- río Ay (Ай), por la izquierda, de 549 km, una cuenca de 15.000 km² y un caudal de 55 m³/s;

- río Sim (Сим), por la derecha, de 239 km, una cuenca de 11.700 km² y un caudal de 47,9 m³/s;  y que tiene como subafluente:

- río Inser (Инзе́р), por la izquierda, de 307 km, una cuenca de 5.380 km²;

- río Nuguš (Нугуш), por la derecha, de 235 km;

- río Siva (Сива), por la derecha, de 206 km y una cuenca de 4.870 km²;
- río Chusovaya (Чусова́я), por la izquierda, con una longitud de 592 km, una cuenca de 23.000 km² y un caudal de 222 m³/s, y que tiene como subafluentes:

- río Sylva (Сылва), por la izquierda, de 493 km y una cuenca de 19.700 km², y que tiene como subafluente:

- río Iren (Ире́нь), de 214 km y una cuenca de 6.110 km²;

- río Usva (Усьва), por la derecha, de 266 km y una cuenca de 6.170 km²;

- río Obva (Обва), por la derecha en el embalse del Kama, de 247 km y una cuenca de 6.720 km²;
- río Inva (Иньва), por la derecha en el embalse del Kama, con una longitud de 257 km y 5.920 km²;
- río Kosva (Ко́сьва), por la izquierda en el embalse del Kama, con una longitud de 283 km, una cuenca de 6.300 km² y un caudal de 90 m³/s;
- río Jajva (Яйва), la izquierda en el embalse del Kama, con una longitud de 304 km y una cuenca de 6.250 km²;

- río Víshera (Ви́шера), por la izquierda, con una longitud de 415 km y una cuenca de 31.200 km², y que tiene como subafluente:

- río Kolva (Колва), con una longitud de 460 km —el sistema Víshera-Kolva llega a los 520 km—, una cuenca de 13.500 km² y un caudal de 457 m³/s;

- río Kosa (Коса), por la derecha, de 267 km;
- río Vesljana (Весляна), por la izquierda, de 266 km y una cuenca de 7.490 km²;

## Ciudades en el Kama
Las principales ciudades situadas en las riberas del río Kama, aguas abajo,  son las siguientes: 
- Solikamsk, en el krai de Perm, con 97 269 hab. en 2008;
- Bereznikí, en el krai de Perm, con 173.077 hab. en 2002;
- Perm, la capital del krai de Perm, con 990 200 hab. en 2007;
- Sarápul, en Udmurtia, con 103.141 hab. en 2002;
- Chaikovski, en el krai de Perm, con 82 898 hab. en 2008;
- Náberezhnye Chelný, ciudad industrial de la república de Tatarstán, con 509.870 hab. en 2002;
- Nizhnekamsk, ciudad tártara de la república de Tatarstán, con 226 600 hab. en 2007;
- Chístopol, ciudad tártara de la república de Tatarstán, con 61.252 hab. en 2008;